# 方村镇
方村镇，是中华人民共和国河北省石家庄市裕华区下辖的一个乡镇级行政单位。

## 行政区划
方村镇下辖以下地区：
第一社区、第二社区、台上村、东荆壁村、西荆壁村、方村和贾村。